# Poniemuń (rejon szakowski)
Poniemuń (lit. Žemoji Panemunė - dosłownie Dolny Poniemuń, także Poniemóń) – miasteczko na Litwie w okręgu mariampolskim w rejonie Szaki, położone ok. 5 km na południowy wschód od miasteczka Kruki po południowej stronie Niemna w gminie Kruki.
Znajduje się tu szkoła i pozostałości po grodzisku na którym znajdował się dwór, gdzie bywał Adam Mickiewicz.